# 田中あいみのradioclub.jp
『田中あいみのradioclub.jp』（たなかあいみのラジオクラブドットジェーピー）は、2016年7月1日からかつしかFMで放送されていたラジオ番組である。

## 番組概要
radioclub.jp は地上波初の冠番組としてのデビューを応援することを目的にして、MCの夢や情熱を形にする番組。田中あいみが5代目パーソナリティーを務めた。

### パーソナリティ
- 田中あいみ
- こうろぎモブ(モブさん)

## 放送時間
2016年7月1日 - 2016年09月23日（第1回 - 第13回）
- 毎週金曜日 19:30 - 20:00

## コーナー
- あいるーの夏休みの自由研究（2016年7月1日 第1回放送 - ）

あいるーが気になるあーんなことやこーんなことをみんなで一緒に考えるコーナー。
- 昼下がりのラジクラ通信（2016年7月1日 第1回放送 - ）

番組でこんなことをやってほしいなど要望、応援メッセージを紹介するコーナー。
- おはなし千一夜（2016年7月1日 第1回放送 - ）

青空文庫作品のお話の一部を朗読するコーナー。

### あいるーの夏休みの自由研究テーマ
- 第1回（2016年07月01日放送）  - 「女子校　男子校　共学あるある」
- 第2回（2016年07月08日放送）  - 「夏のトラウマ」
- 第3回（2016年07月15日放送）  - 「あいるーに言ってほしいこと」
- 第4回（2016年07月22日放送）  - 「海」
- 第5回（2016年07月29日放送）  - 「花火」
- 第6回（2016年08月05日放送）  - 「熱中したこと、部活のおもひで」
- 第7回（2016年08月12日放送）  - 「神秘体験、心霊体験」
- 第8回（2016年08月19日放送）  - 「夏に観たくたる作品」
- 第9回（2016年08月26日放送）  - 「座右の銘、お気に入りの格言、印象に残った台詞、人生を変えた一言」
- 第10回（2016年09月02日放送） - 「タイムトラベルできるなら過去と未来どちらに行って何をする？」
- 第11回（2016年09月09日放送） - 「子供の頃ハマってた遊び」
- 第12回（2016年09月16日放送） - 「恋した(恋してる)キャラクター」
- 第13回（2016年09月23日放送） - 「秋にやりたいこと」

### おはなし千一夜で朗読したお話
- 第1回（2016年07月01日放送）987夜  - 「銀河鉄道の夜」宮沢賢治
- 第2回（2016年07月08日放送）989夜  - 「牛若と弁慶」楠山正雄
- 第3回（2016年07月15日放送）990夜  - 「虹の絵の具皿」宮沢賢治
- 第4回（2016年07月22日放送）991夜  - 「やまなし1」宮沢賢治
- 第5回（2016年07月29日放送）992夜  - 「チャンス」太宰治
- 第6回（2016年08月05日放送）993夜  - 「やまなし2」宮沢賢治
- 第7回（2016年08月12日放送）994夜  - 「金の輪1」小林未明
- 第8回（2016年08月19日放送）995夜  - 「金の輪2」小林未明
- 第9回（2016年08月26日放送）996夜  - 「風立ちぬ」堀辰雄
- 第10回（2016年09月02日放送）997夜  - 「日記帳」江戸川乱歩
- 第11回（2016年09月09日放送）998夜  - 「檸檬」梶井基次郎
- 第12回（2016年09月16日放送）999夜  - 「指環1」江戸川乱歩
- 第13回（2016年09月23日放送）1000夜  - 「指環2」江戸川乱歩

## 絵日記
第1回（2016年07月01日)放送で、リスナーから、夏休みらしいこととして絵日記を書いてみては？というお便りを頂いたことから、放送終了後、田中あいみが自身のTwitterに絵日記をアップしている。しかし、 第5回（2016年07月29日放送分）を最後にTwitterに絵日記がアップされなくなった。
- 第1回（2016年07月01日放送分）[3]
- 第2回（2016年07月08日放送分）[4]
- 第3回（2016年07月15日放送分）[5]
- 第4回（2016年07月22日放送分）[6]
- 第5回（2016年07月29日放送分）[7]